# Algepsars de Finestrat
Algepsars de Finestrat este o arie protejată (arie specială de conservare — SAC, sit de importanță comunitară — SCI) din Spania întinsă pe o suprafață de 102,65 ha, integral pe uscat.

## Localizare
Centrul sitului Algepsars de Finestrat este situat la coordonatele 38°34′06″N 0°13′32″W / 38.5683°N 0.2256°V.

## Înființare
Situl Algepsars de Finestrat a fost declarat sit de importanță comunitară în iulie 2001 pentru a proteja 1 specie de plante. Situl a fost protejat și ca arie specială de conservare în februarie 2014.

## Biodiversitate
Situată în ecoregiunea mediteraneană, aria protejată conține 6 habitate naturale: Pseudostepă cu ierburi și specii anuale de Thero-Brachypodietea, Stepe sărăturate mediteraneene (Limonietalia), Păduri de pin mediteraneene cu pini mezogeni endemici, Vegetație gipsofilă iberică (Gypsophiletalia), Galerii și tufărișuri riverane sudice (Nerio-Tamaricetea și Securinegion tinctoriae), Tufărișuri termo-mediteraneene și de pre-deșert.
La baza desemnării sitului se află o specie protejată de  plante: Teucrium lepicephalum.
Pe lângă speciile protejate, pe teritoriul sitului au mai fost identificate 4 specii de plante.